# Usmate Velate
Usmate Velate là một đô thị ở tỉnh Monza và Brianza, vùng Lombardia của Italia, khoảng25 km về phía đông bắc của Milano. Tại thời điểm ngày 31 tháng 12 năm 2004, đô thị này có dân số 9.132 người và diện tích là 10,0 km².
Đô thị Usmate Velate gồm các frazione (đơn vị cấp dưới, chủ yếu là thôn làng) Corrada, San Carlo, Imparì, Mongorio, Bettolino, và Dosso.
Usmate Velate giáp các đô thị: Casatenovo, Lomagna, Camparada, Carnate, Arcore, Vimercate.